# 城头乡
城头乡，是中华人民共和国江苏省宿迁市泗洪县下辖的一个乡镇级行政单位。2020年7月，撤销临淮镇、城头乡，设立新的临淮镇。以原临淮镇、城头乡的行政区域，以及陈圩林场的临淮分场、二河分场、汴河分场、陈卷村区域为临淮镇行政区域。

## 行政区划
城头乡下辖以下地区：
城头社区、戚台村、邱台村、姚台村、湖滩村、徐莫村、马楼村、城头林场生活区、周台养殖场生活区和迎湖示范园生活区。